# Cellule muqueuse à pôle muqueux fermé
Une cellule à pôle muqueux fermé est une cellule muqueuse dont l'excrétion se déroule sans déformation de la membrane, et donc avec une sécrétion moins importante que la cellule à pôle muqueux ouvert (qui elle excrète avec un déchirement de la membrane plasmique et donc un déversement abondant, comme les cellules caliciformes dans l'épithélium de revêtement de la paroi de l'intestin ou de la trachée).
Exemples de cellules à pôle muqueux fermé : cellules des glandes salivaires, cellules de l'épithélium gastrique (de l'estomac), mucocytes.